# Rejon wałdajski
Rejon wałdajski (ros. Валдайский район; Валда́йский муниципальный район, wałdajski rejon municypalny) – rejon na  północnym zachodzie europejskiej części Federacji Rosyjskiej, w obwodzie nowogrodzkim.

## Geografia
Ośrodkiem administracyjnym rejonu jest miasto Wałdaj, liczące 17 251 mieszkańców (2008 r.)
Rejon leży w południowo-wschodniej części obwodu nowogrodzkiego i graniczy z następującymi rejonami tegoż obwodu: kriestińskim i okułowskim na północy oraz diemiańskim na południowym wschodzie. Na wschodzie sąsiaduje też z rejonem bołogowskim obwodu twerskiego.
Obszar ten zamieszkuje 26 479 osób (2010r.).
Powierzchnia rejonu wałdajskiego wynosi 2 701,63 km². Najwyższym wzniesieniem jest wzgórze w pobliżu wsi Zimogorje (Зимогорье), ok. 2 km na południowy wschód od Wałdaja, liczące 266 m n.p.m. W bezpośredniej bliskości znajduje się też Ryżocha (296 m n.p.m.) w pobliżu wsi o tej samej nazwie, jednak szczyt wzniesienia jest już w rejonie diemiańskim.
Na obszarze rejonu wałdajskiego znajduje się ok. 100 jezior, spośród których największym jest Jezioro Wałdajskie. Stanowi ono część kompleksu jeziorno-leśnego Wałdajskiego Parku Narodowego położonego w północnej części Wyżyny Wałdajskiej.

## Historia
Wzmiankowany w 1495 Wałdaj i jego okolice znajdowały się w obrębie dierewskiej piatiny (Деревская пятина) dawnej Republiki Nowogrodzkiej, wówczas należącej już do Wielkiego Księstwa Moskiewskiego. Po reformie administracyjnej Piotra I tereny te znalazły się na obszarze guberni ingermanlandzkiej, a następnie petersburskiej. W 1727 r. powstała gubernia nowogrodzka, w ramach której utworzono ujezd wałdajski (1776). Rejon wałdajski powstał w 1926 r.

## Demografia
W 2008 r. z 26 886 mieszkańców rejonu 17 251 mieszkało w mieście Wałdaj (64,16%). Ponadto na terenie rejonu znajdują się 183 większe i mniejsze wsie. 

Zmiany populacji rejonu na przestrzeni lat:
- 1959 r. – 27 823
- 1989 r. – 32 227
- 2002 r. – 29 943
- 2006 r. – 27 919
- 2008 r. – 26 886
- 2010 r. – 26 479

## Podział administracyjny
Od 2010 r. w skład rejonu wałdajskiego wchodzi 9 jednostek samorządu terytorialnego (муниципальное образование). 
| Polska nazwa jednostki         | Nazwa rosyjska                                                                 | Typ jednostki samorządu terytorialnego | Typ jednostki samorządu terytorialnego (nazwa rosyjska) | Centrum administracyjne (nazwa polska) | Centrum administracyjne (nazwa rosyjska) |
| ------------------------------ | ------------------------------------------------------------------------------ | -------------------------------------- | ------------------------------------------------------- | -------------------------------------- | ---------------------------------------- |
| gmina miejska Wałdaj           | Валдайское городское поселение (Wałdajskoje gorodskoje posielenije)            | gmina miejska                          | городское поселение                                     | Wałdaj                                 | Валдай                                   |
| gmina wiejska Jedrowo          | Едровское сельское поселение (Jedrowskoje sielskoje posielenije)               | gmina wiejska                          | сельское поселение                                      | Jedrowo                                | Едрово                                   |
| gmina wiejska Iwantiejewo      | Ивантеевское сельское поселение (Iwantiejewskoje sielskoje posielenije)        | gmina wiejska                          | сельское поселение                                      | Iwantiejewo                            | Ивантеево                                |
| gmina wiejska Korocko          | Короцкое сельское поселение (Korockoje sielskoje posielenije)                  | gmina wiejska                          | сельское поселение                                      | Korocko                                | Короцко                                  |
| gmina wiejska Kostkowo         | Костковское сельское поселение (Kostkowskoje sielskoje posielenije)            | gmina wiejska                          | сельское поселение                                      | Kostkowo                               | Костково                                 |
| gmina wiejska Lubnica          | Любницкое сельское поселение (Lubnickoje sielskoje posielenije)                | gmina wiejska                          | сельское поселение                                      | Lubnica                                | Любница                                  |
| gmina wiejska Roszczino        | Рощинское сельское поселение (Roszczinskoje sielskoje posielenije)             | gmina wiejska                          | сельское поселение                                      | Roszczino                              | Рощино                                   |
| gmina wiejska Siemionowszczina | Семёновщинское сельское поселение (Siemionowszczinskoje sielskoje posielenije) | gmina wiejska                          | сельское поселение                                      | Siemionowszczina                       | Семёновщина                              |
| gmina wiejska Jażełbicy        | Яжелбицкое сельское поселение (Jażełbickoje sielskoje posielenije)             | gmina wiejska                          | сельское поселение                                      | Jażełbicy                              | Яжелбицы                                 |

## Transport
- droga magistralna M10
- trasa europejska E105
- linia kolejowa Moskwa – Petersburg

## Ludzie związani z rejonem
- Tichon (Sokołow) (1724-1783) – prawosławny biskup woroneski (1763–1767), urodzony we wsi Korocko
- Jakow Pawłow (1917–1981) – Bohater Związku Radzieckiego,  dowódca obrony placu (m.in. Domu Pawłowa) podczas bitwy stalingradzkiej.

## Atrakcje turystyczne

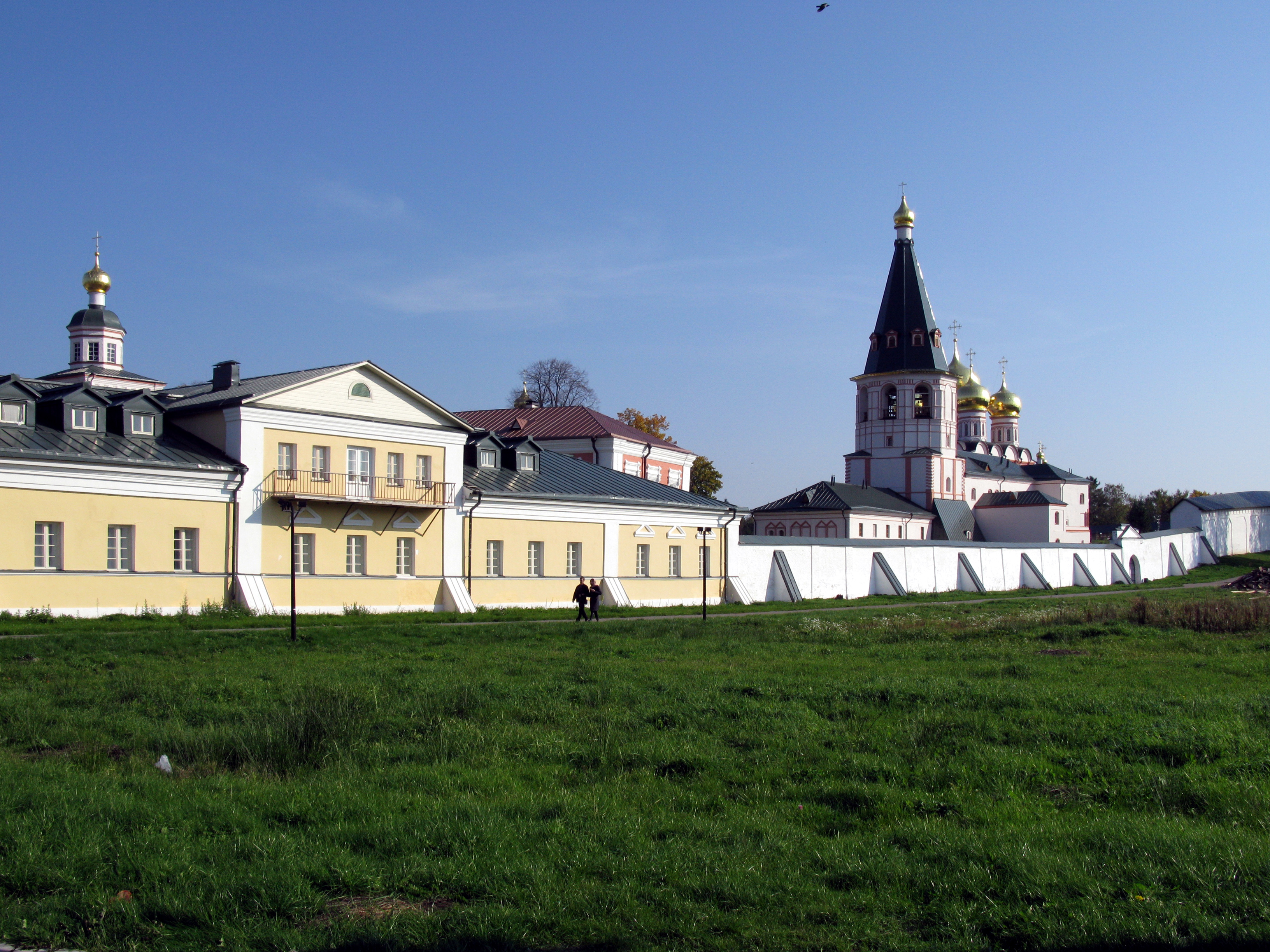
Świętojezierski Wałdajski Monaster Iwerskiej Ikony Matki Bożej
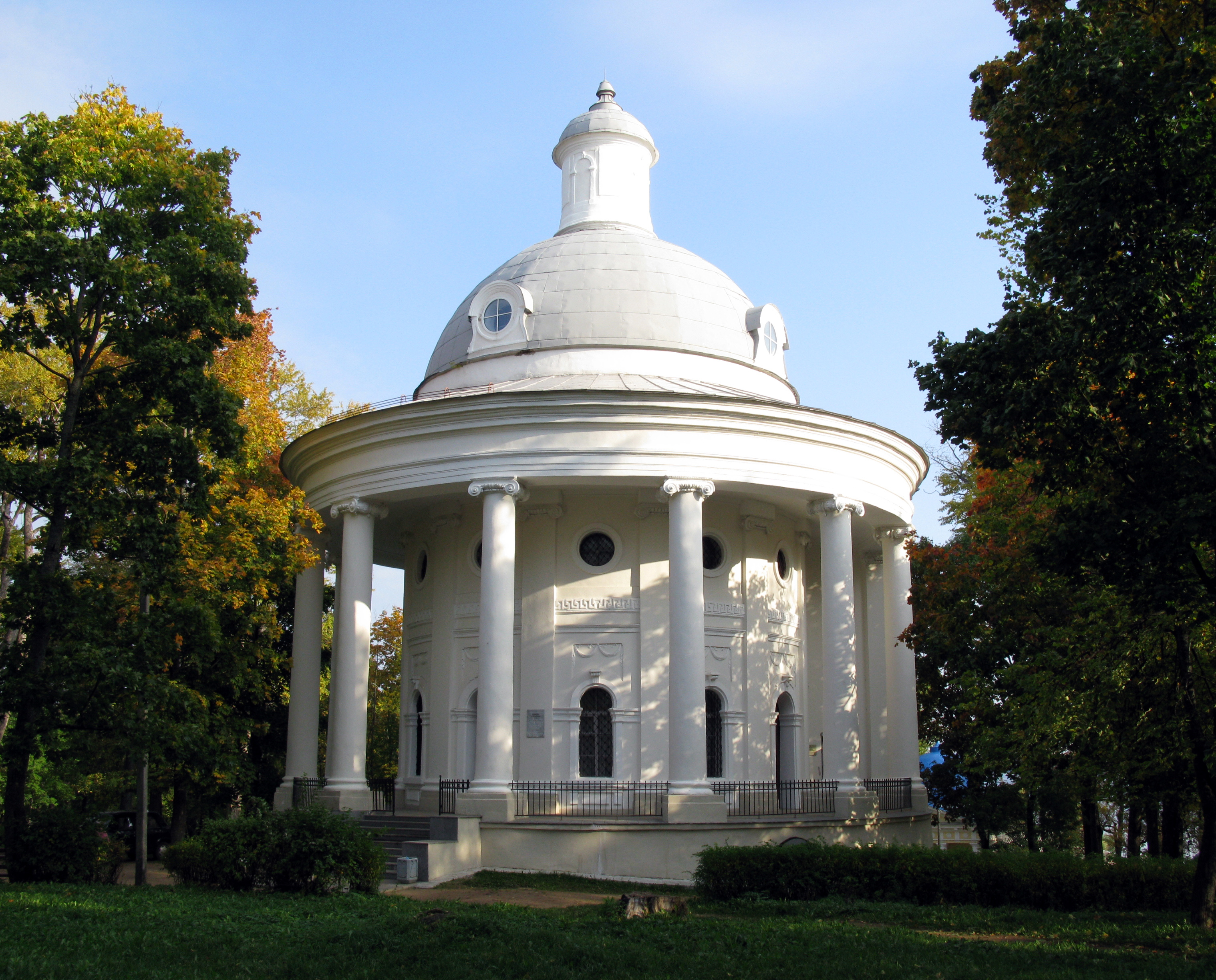
Cerkiew św. Katarzyny (Rotunda Lwowska) – obecnie Muzeum Dzwonów w Wałdaju
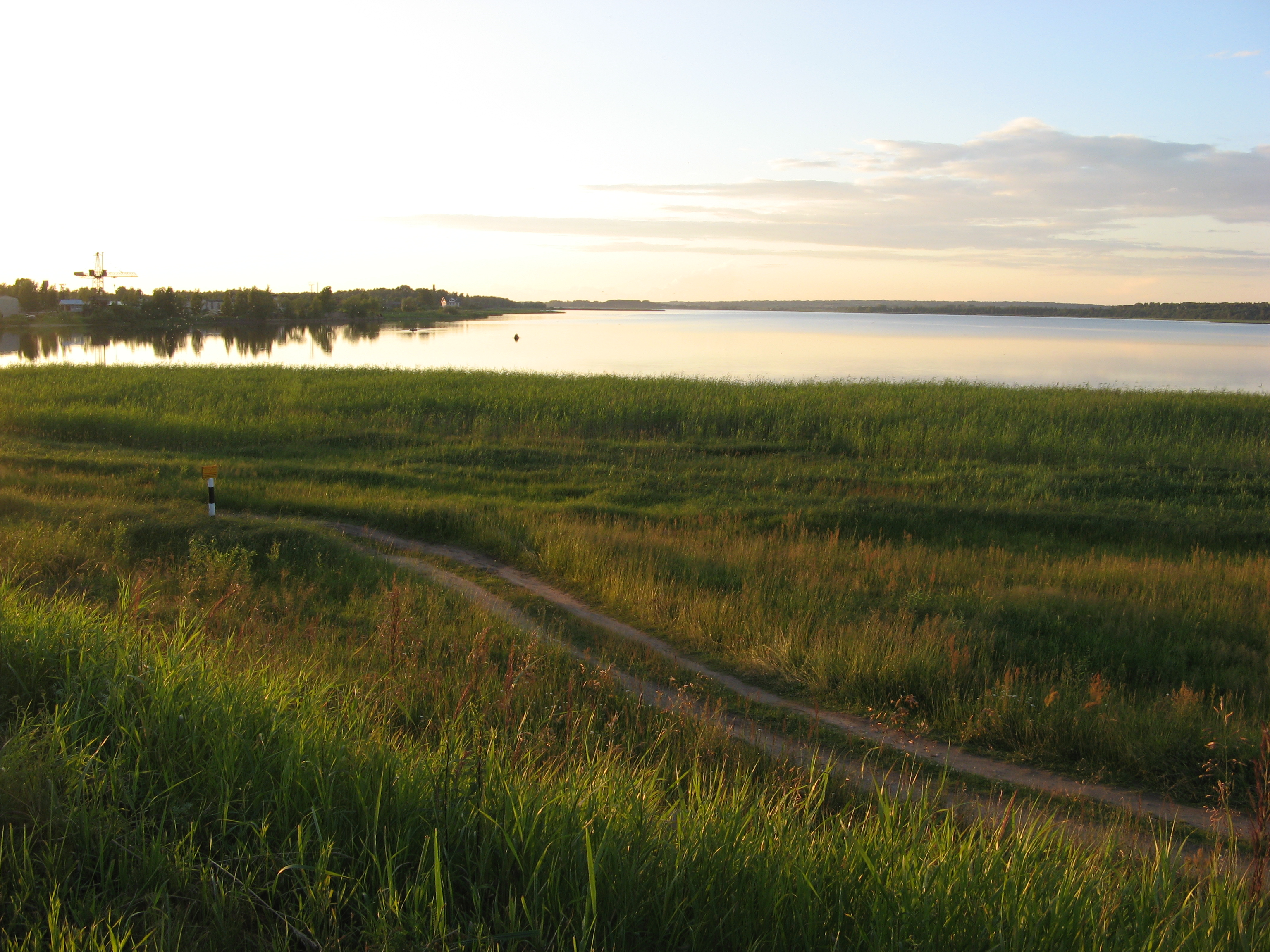
Wałdajski Park Narodowy
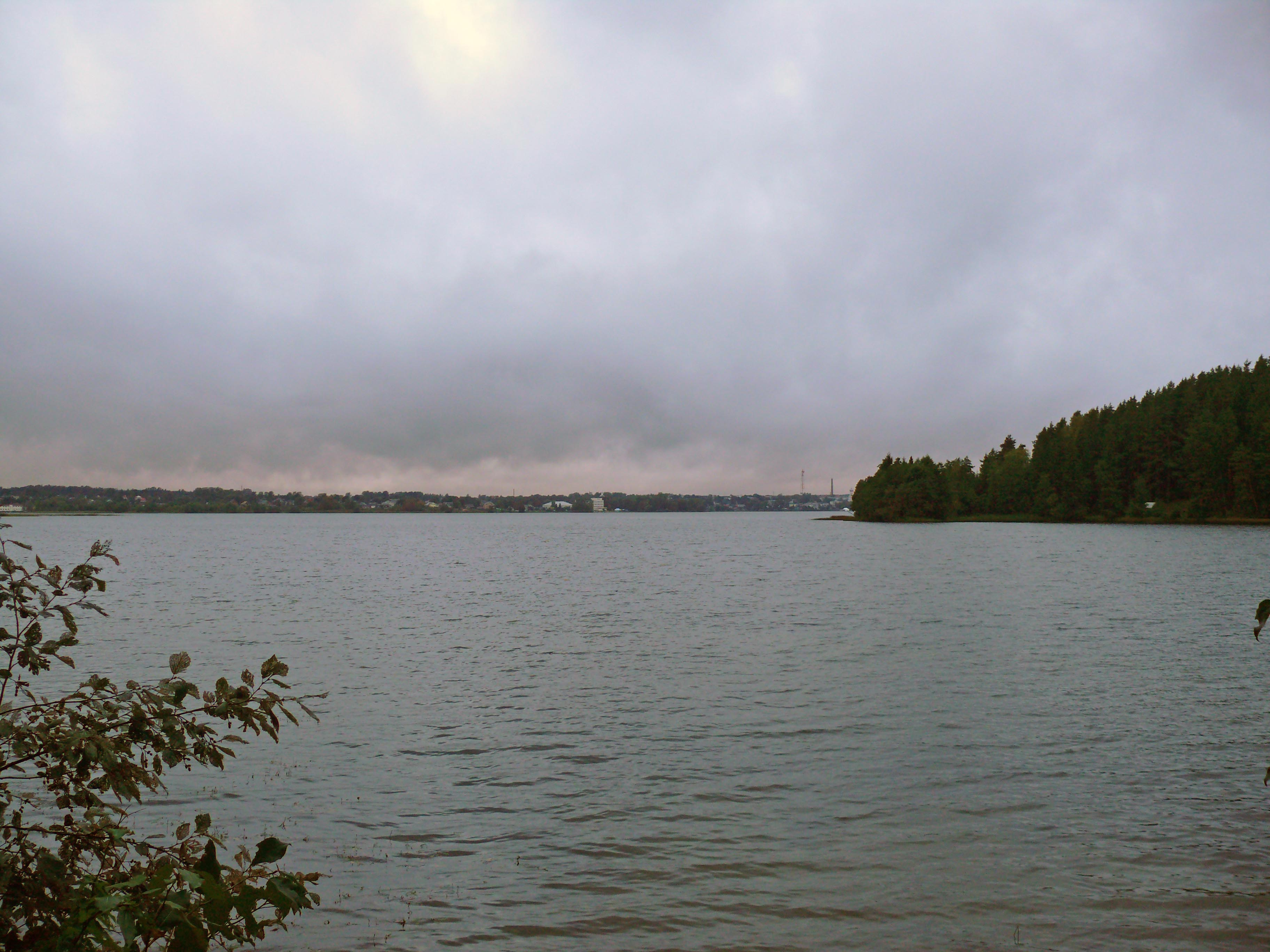
Jezioro Wałdajskie